# Тепло-Троїцьке
Тепло-Троїцьке (рос. Тепло-Троицкое) — село в Дальнеконстантиновському районі Нижньогородської області Російської Федерації.
Населення становить 24 особи. Входить до складу муніципального утворення Богоявленська сільрада.

## Історія
Від 2009 року входить до складу муніципального утворення Богоявленська сільрада.

## Населення
| 2002 | 2010 |
| ---- | ---- |
| 32   | ↘24  |